# کشکایش
کشکایش (به پرتغالی: Cascais) یک شهرک ساحلی در پرتغال است که در ناحیه لیسبون واقع شده‌است.

## خصوصیات
کشکایش ۲۰۶٬۴۷۹ نفر جمعیت دارد.

## خواهرخوانده
شهرهای آتامی، شیزوئوکا، ویتوریا، اسپریتو سانتا، سانتانا، سائوتومه و پرنسیپ، بیاریتز، ووشی، غزه، Xai-Xai، کواروخا، Bolama، کمپیناس، Karşıyaka، سائوسالیتو، کالیفرنیا، Ungheni، سالوادور، باییا و Sal خواهرخوانده‌های کشکایش هستند.

## نگارخانه

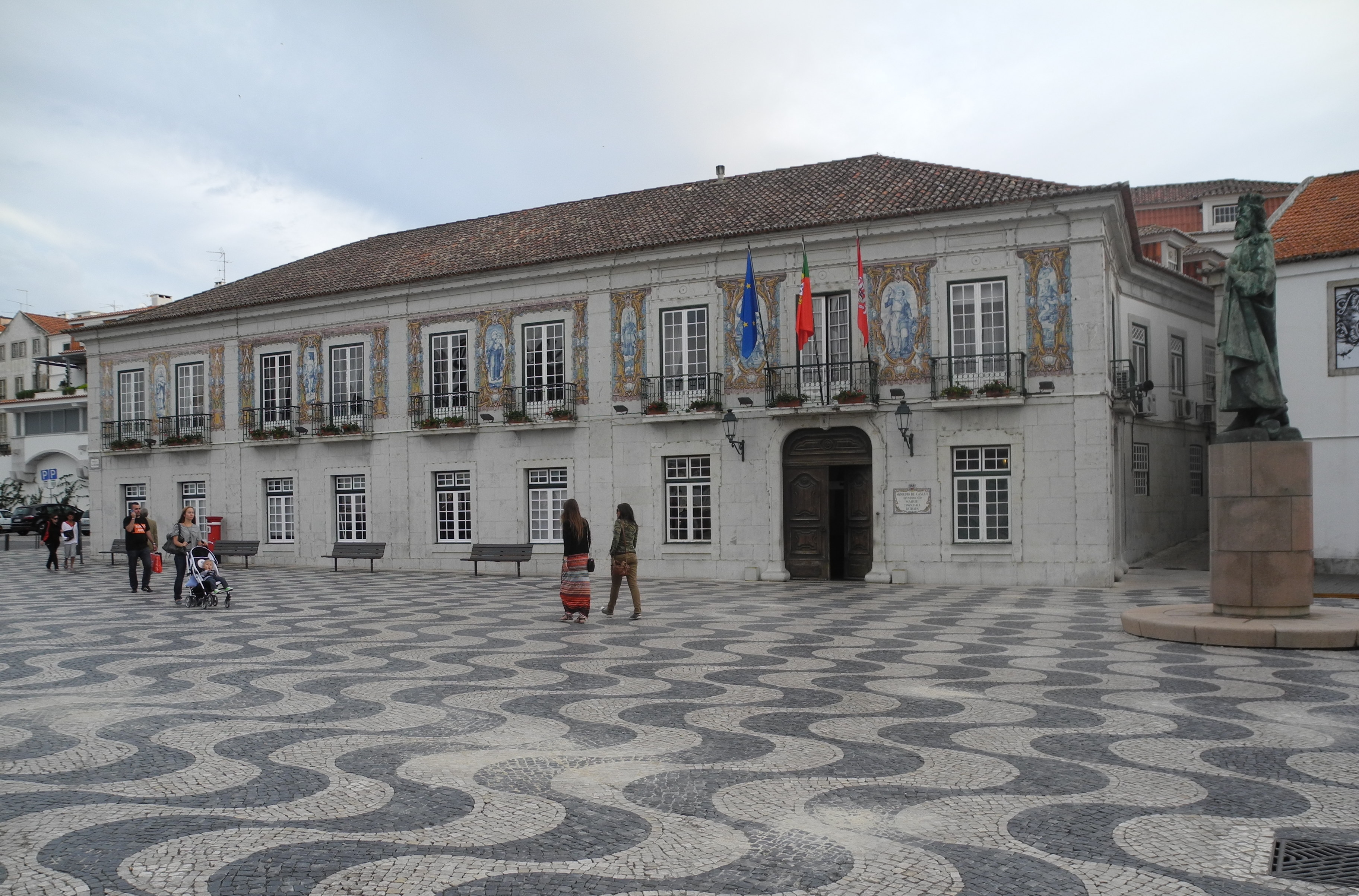
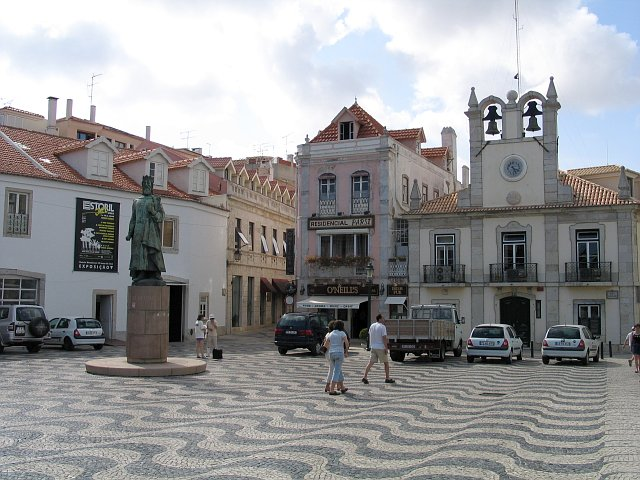
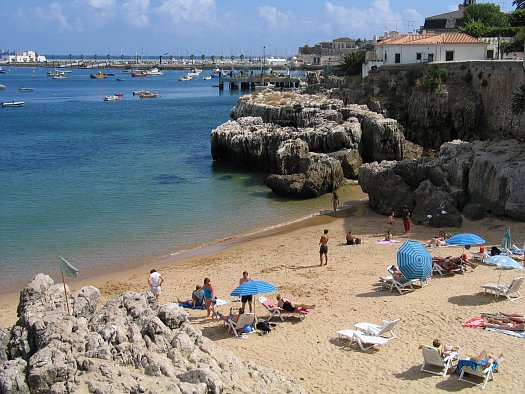
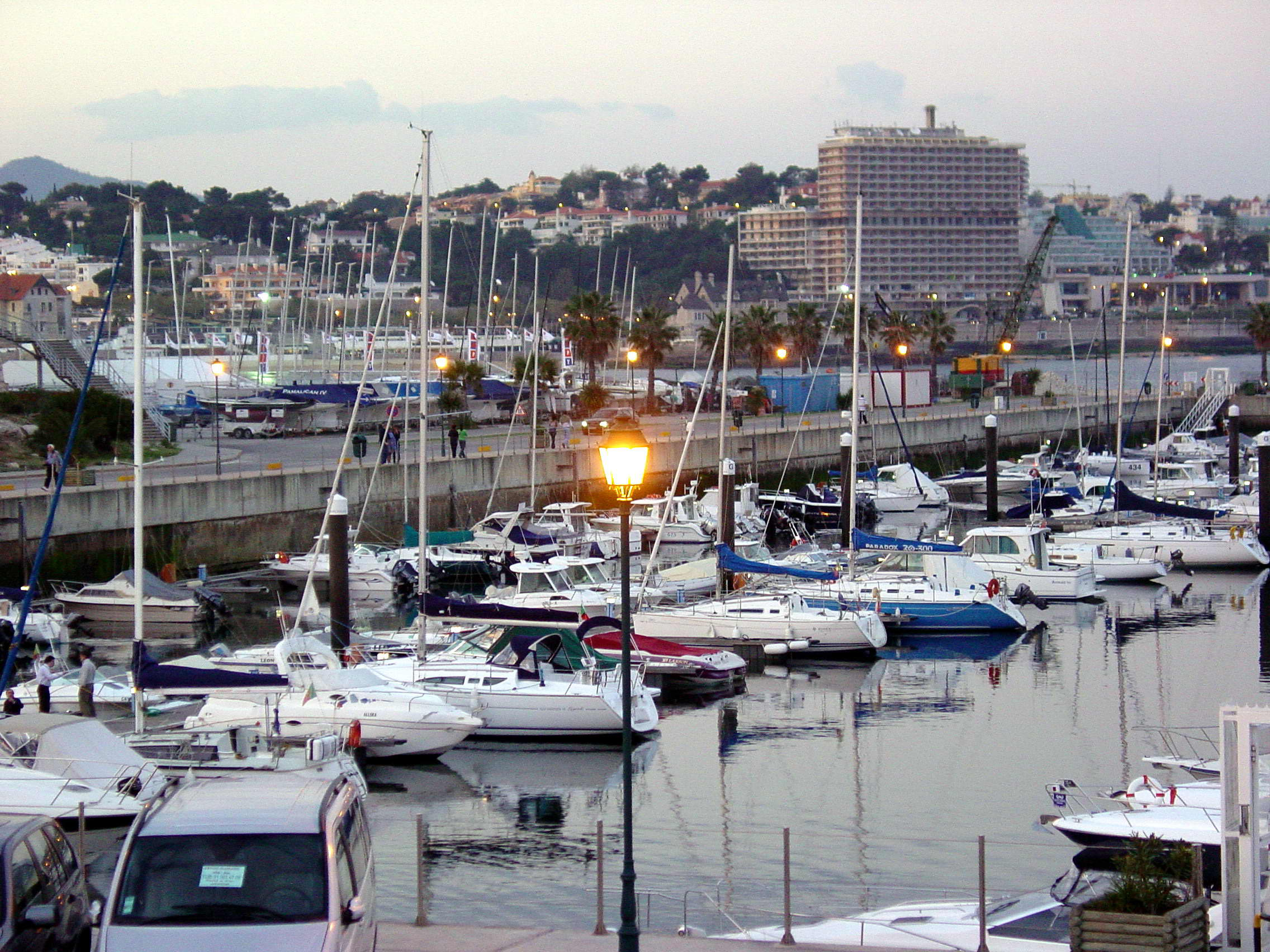
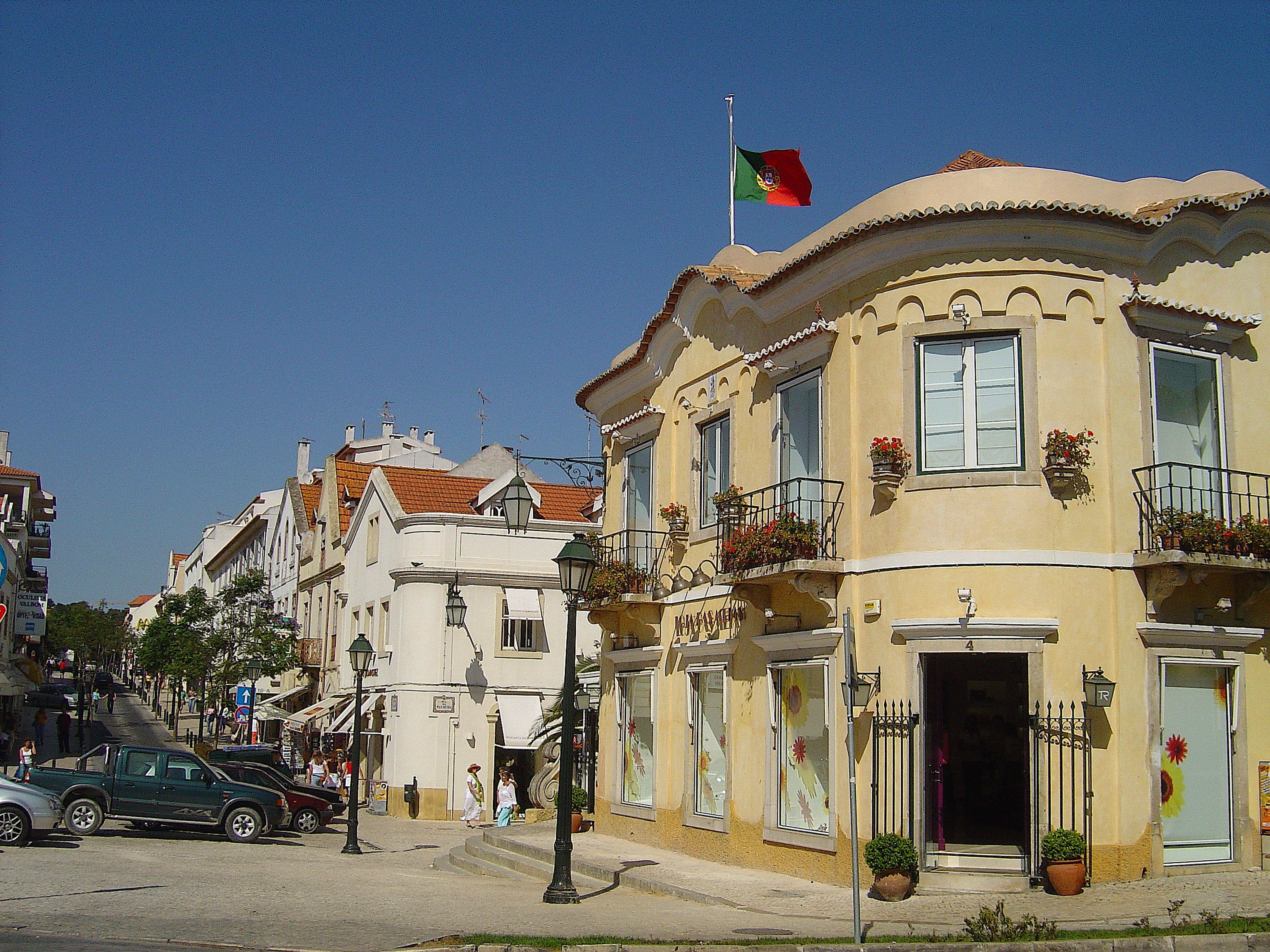
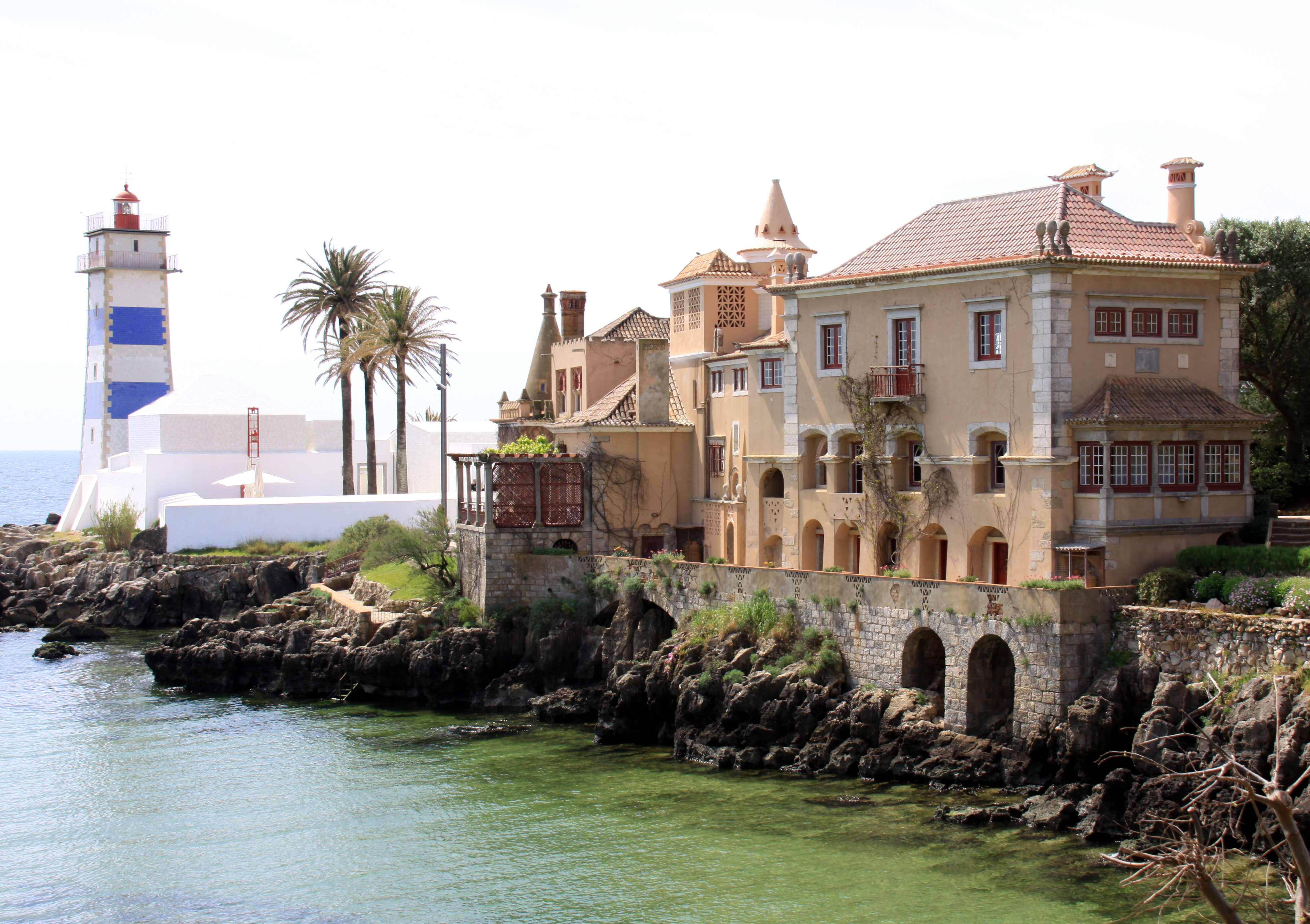
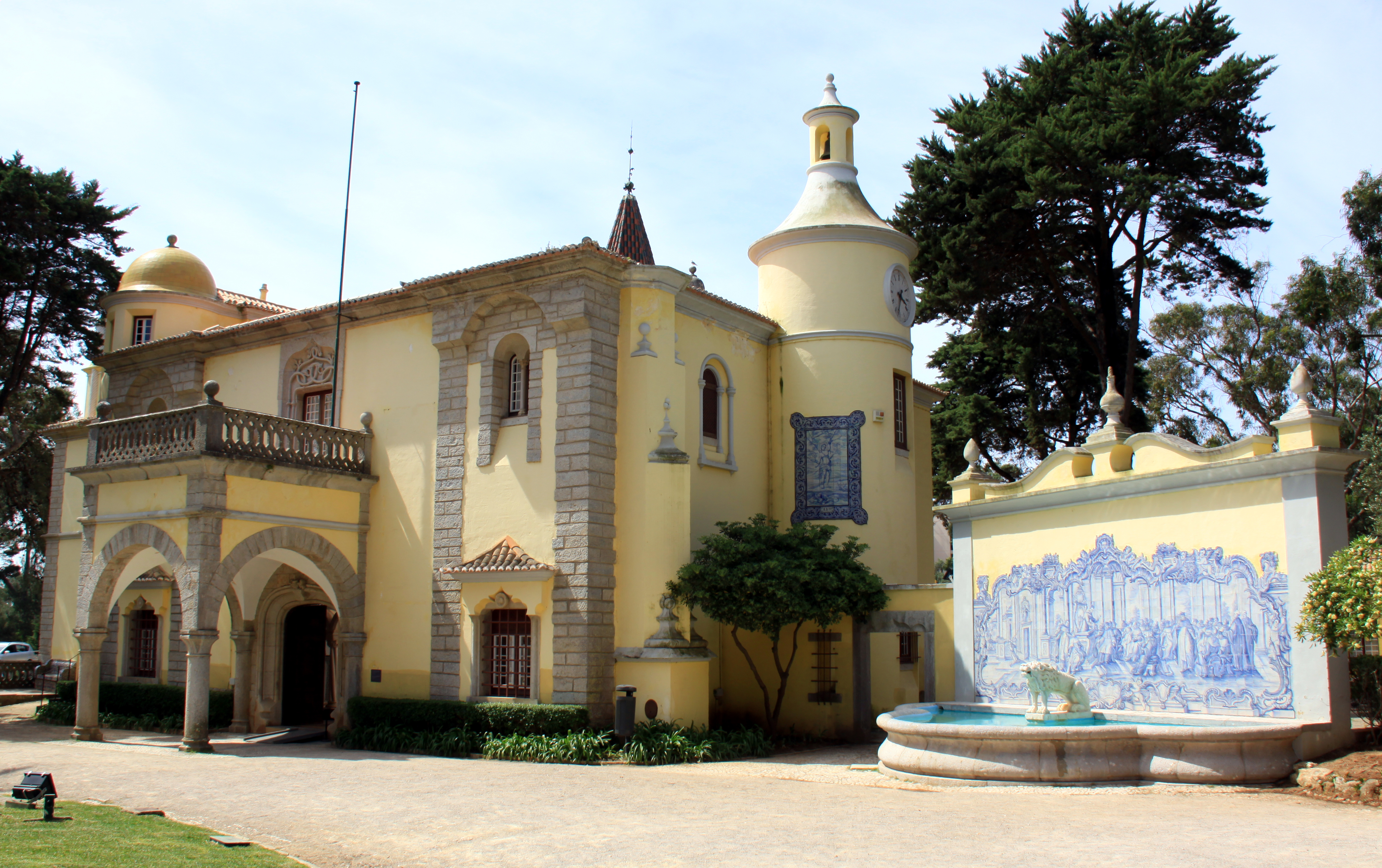